# 碾子山区
碾子山区是中华人民共和国黑龙江省齐齐哈尔市下辖的市辖区。區人民政府駐繁榮路293號。

## 历史
1961年，齐齐哈尔市碾子山地区改为华安区，1983年改名碾子山区。

## 行政区划
碾子山区下辖3个街道办事处、1个镇：
东安街道、华安镇、跃进街道、繁荣街道和碾子山区直辖地域。

## 人口民族
根據第七次人口普查數據，截至2020年11月1日零時，碾子山區常住人口為56553人。